# Isbrueckerichthys
Isbrueckerichthys – rodzaj słodkowodnych ryb sumokształtnych z rodziny zbrojnikowatych (Loricariidae). Spotykane w hodowlach akwariowych.

## Zasięg występowania
Gatunki endemiczne Brazylii.

## Klasyfikacja
Gatunki zaliczane do tego rodzaju:
- Isbrueckerichthys alipionis
- Isbrueckerichthys calvus
- Isbrueckerichthys duseni
- Isbrueckerichthys epakmos
- Isbrueckerichthys saxicola

Gatunkiem typowym jest Hemipsilichthys duseni (I. duseni).